# Phoxinus

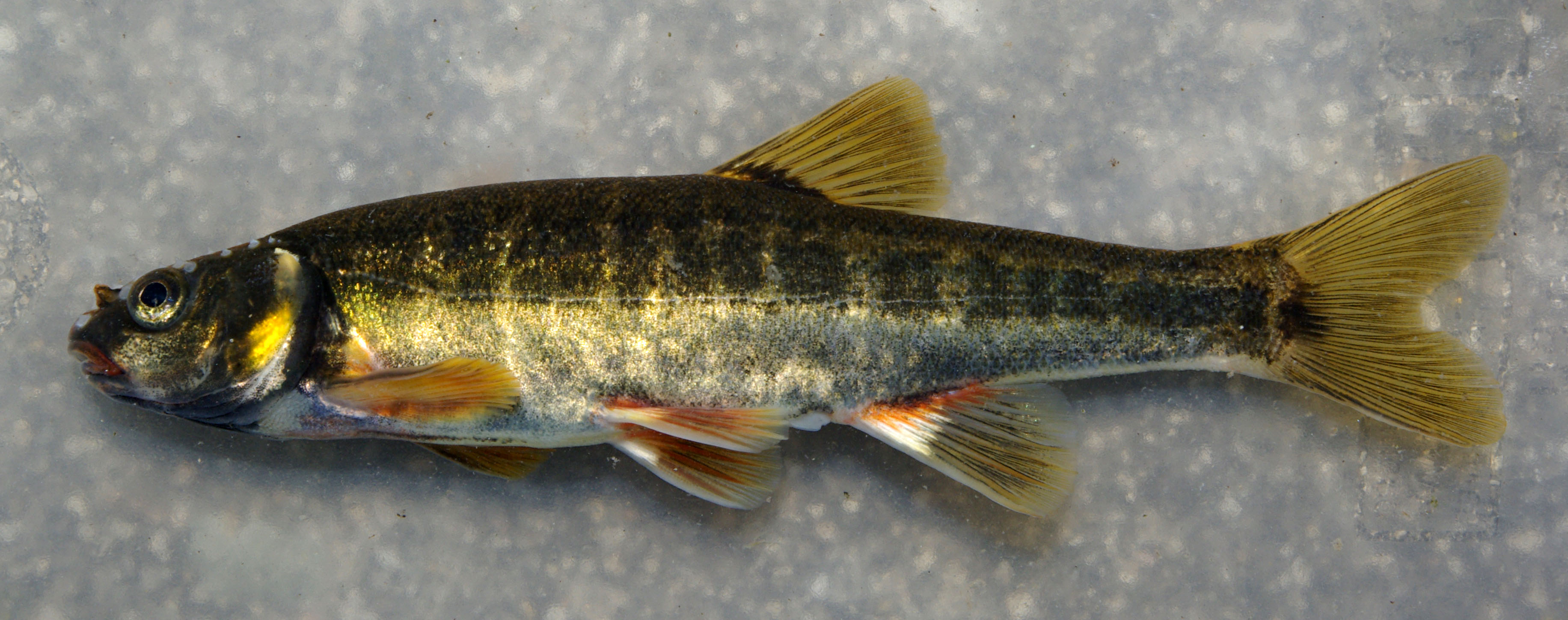
Phoxinus bigerri

Phoxinus è un genere di pesci ossei d'acqua dolce appartenenti alla famiglia Cyprinidae.

## Distribuzione e habitat
Questo genere ha una distribuzione amplissima comprendente l'intera Europa (escluse le estreme regioni meridionali e quelle polari), l'Asia centrosettentrionale fino a Giappone e Corea e la parte nord del Nordamerica.

## Specie
- Phoxinus apollonicus
- Phoxinus bigerri
- Phoxinus brachyurus
- Phoxinus colchicus
- Phoxinus grumi
- Phoxinus issykkulensis
- Phoxinus jouyi
- Phoxinus karsticus
- Phoxinus ketmaieri
- Phoxinus keumkang
- Phoxinus kumgangensis
- Phoxinus likai
- Phoxinus lumaireul
- Phoxinus neogaeus
- Phoxinus oxyrhynchus
- Phoxinus phoxinus
- Phoxinus saylori
- Phoxinus semotilus
- Phoxinus septimaniae
- Phoxinus steindachneri
- Phoxinus strandjae
- Phoxinus strymonicus
- Phoxinus tchangi
- Phoxinus ujmonensis